# Max célibataire
Max célibataire è un cortometraggio del 1912 diretto da Lucien Nonguet.